# Ras al-Khashufah
Ras al-Khashufah (tiếng Ả Rập: رأس الخشوفة) là một thị trấn nhỏ ở phía tây bắc Syria, một phần hành chính của Tỉnh Tartus. Nó nằm giữa Safita và Tartus. Theo Cục Thống kê Trung ương Syria (CBS), Ras al-Khashufah có dân số 5.499 người trong cuộc điều tra dân số năm 2004. Đây là trung tâm hành chính của Phân khu Ras al-Khashufaf (nahiyah) bao gồm 16 địa phương với dân số tập thể là 21.586. Cư dân của nó chủ yếu là Alawites.